# Chaerocina meridionalis
Chaerocina meridionalis là một loài bướm đêm thuộc họ Sphingidae. Loài này có ở các khu rừng cao nguyên miền nam Tanzania và Malawi.
Nó giống với loài Chaerocina dohertyi.